# تیمی ترومپت
تیموتی جود اسمیت (انگلیسی: Timothy Jude Smith؛ ۹ ژوئن ۱۹۸۲)، که با نام هنری تیمی ترومپت (انگلیسی: Timmy Trumpet) شناخته می‌شود، موسیقی‌دان، دی‌جی، ترانه‌پرداز و تهیه‌کنندهٔ موسیقی اهل استرالیا است. او به دلیل نواختن ترومپت زنده و استفاده از عناصر جاز در موسیقی رقص، در سطح بین‌المللی شناخته شده‌است.
تک‌آهنگ موفقیت‌آمیز تیمی ترومپت به نام «عجیب و غریب‌ها» با همراهی سویج، خوانندهٔ رپ نیوزلندی، موفق به کسب گواهی طلا از آرآی‌ای‌ای، شش گواهی پلاتین از سوی ای‌آرآی‌ای و سه گواهی پلاتین از انجمن صنعت ضبط نیوزیلند شده‌است. طبق فهرست ۱۰۰ هنرمند برتر مجله دی‌جی، تیمی ترومپت در حال حاضر هشتمین دی‌جی برتر جهان است.
در ۲۵ مارس ۲۰۱۹، تیمی ترومپت در قالب پروژه‌ای مشترک میان آژانس فضایی اروپا و شرکت بیگ‌سیتی‌بیتز، به نخستین نوازندهٔ ترومپتی تبدیل شد که به اجرای ترومپت در گرانش صفر می‌پرداخت.

## اوایل زندگی
تیموتی جود اسمیت در سیدنی، استرالیا به دنیا آمد. او نواختن ترومپت را از ۴ سالگی با آموزش تحت نظر پدرش آغاز کرد. اسمیت تحصیلات متوسطهٔ خود را در دبیرستان کارلینگفورد پشت سر گذاشت و در آنجا کاپیتان مدرسه بود. اسمیت در سیزده سالگی به‌عنوان «نوازندهٔ جوان سال» انتخاب شد و سپس بورسیهٔ تحصیلی کامل برای کنسرواتواریوم موسیقی را دریافت کرد و در آنجا به آموختن موسیقی تحت نظارت آنتونی هاینریش از ارکستر سمفونیک سیدنی مشغول شد. او در عرض دو سال موقعیتی را به‌عنوان نوازنده سولو ترومپت در گروه استیج آل استار استرالیا به دست آورد.

## حرفه

### دهه ۲۰۰۰–۲۰۱۵: اوایل فعالیت در استرالیا
اسمیت نام هنری تیمی ترومپت را برای خود برگزید و به‌عنوان نوازندهٔ ترومپت در کنار برادران استافورد، دو دی‌جی استرالیایی، در باشگاه‌های شبانه و جشنواره‌های موسیقی استرالیا به اجرا مشغول شد. او آموخت که چگونه دی‌جی کند و شروع به اجرای برنامه‌های انفرادی با نام تیمی ترومپت کرد و صدای ترومپت زنده را در ست‌های دی‌جی خود گنجاند.
تیمی ترومپت قرارداد اولیهٔ انتشار موسیقی خود را با شرکت‌های ضبط استرالیایی وان‌لاو، سنترال استیشن و هاسل ریکوردینگز امضاء کرد و مجموعه‌های ترکیبی مختلفی را برای مینیستری آو ساوند استرالیا تولید کرد که شامل تورهای تبلیغاتی ملی نیز می‌شد.
در سال ۲۰۱۰، تیمی ترومپت به‌طور مداوم در باشگاه معروف مین فیدلر در غرب سیدنی به اجرا پرداخت. زمانی که در آنجا بود، از سوی منتقدان برجستهٔ محلی مانند وید یووانوویچ و جیمز آیورسن مورد تحسین قرار گرفت.
تیمی ترومپت در سال ۲۰۱۱ به‌عنوان نوازندهٔ پشتیبان برای استیوی واندر در افتتاحیهٔ بزرگ استار کازینو در سیدنی انتخاب شد. او همچنین در مجموعهٔ برادران استافورد، که یک برنامهٔ تلویزیونی واقعیت بود و در ابتدا از فاکس۸ پخش می‌شد، در نقش خودش ظاهر شد.
تیمی ترومپت یکی از نخستین تورهای بین‌المللی خود را در سال ۲۰۱۴ در کنار ویل اسپارکس و جوئل فلچر، دی‌جی‌های استرالیایی و در طی تور بانس باس آن دو در آمریکای شمالی به پایان رساند.
بین سال‌های ۲۰۱۲ و ۲۰۱۵، تعدادی از تک‌آهنگ‌های او در جدول ای‌آرآی‌ای کلاب به رتبهٔ یک رسیدند و اولین آن‌ها قطعهٔ «ساسافراس» با همکاری دی‌جی چاردی، موسیقی‌دان اهل ملبورن بود. ساسافراس در سال ۲۰۱۲ در جدول پایان سال ای‌آرآی‌ای - ۵۰ قطعهٔ برتر کلاب در جایگاه دوم رتبه‌بندی شد. قطعهٔ «باز» که در همکاری با نیو ورلد ساند تهیه شده بود، علاوه بر رسیدن به رتبهٔ یک در جدول آی‌آرآی‌ای کلاب، به رتبهٔ اول در بیت‌پورت نیز دست یافت. این قطعه همچنین در تریلر رسمی تلویزیونی بابابزرگ کثیف مورد استفاده قرار گرفت. قطعهٔ «عجیب و غریب‌ها» در همکاری با سویج به رتبهٔ یک جدول‌های تک‌آهنگ‌ها، ترانه‌های رقص و ترانه‌های کلاب ای‌آرآی‌ای استرالیا دست یافت و از آن زمان تاکنون در استرالیا شش بار گواهی پلاتین را دریافت کرده‌است. «عجیب و غریب‌ها» پرفروش‌ترین تک‌آهنگ تمام دوران در مینیستری آو ساوند استرالیا است.
تیمی ترومپت در سال ۲۰۱۵ در جشنوارهٔ جوایز ایندمیکس به‌عنوان دی‌جی شمارهٔ یک استرالیا انتخاب شد.

### ۲۰۱۵–۲۰۱۶: «عجیب و غریب‌ها» و توجه بین‌المللی
«عجیب و غریب‌ها» دوازدهمین تک‌آهنگ منتشرشده از تیمی ترومپت است. این تک‌آهنگ در جدول‌های موسیقی استرالیا، نیوزلند، مجارستان، لهستان، بلژیک، فرانسه و هلند موفقیت‌های بین‌المللی کسب کرده‌است. این تک‌آهنگ بیش از یک میلیون نسخه در سراسر جهان فروخته‌است و بیش از پانصد میلیون بار به صورت آنلاین پخش شده‌است. «عجیب و غریب‌ها» به رتبهٔ سوم جدول ای‌آرآی‌ای و رتبهٔ اول در نیوزلند رسیده‌است.
«عجیب و غریب‌ها» در برنامه‌های تلویزیونی هالیوودی و فیلم‌های رژیم غذایی سانتا کلاریتا، برخورد، تین ولف، افراط آمریکایی و روز تمرین نیز مورد استفاده قرار گرفته‌است.
«عجیب و غریب‌ها» در نخستین انتشار خود و همزمان که یک واین با عنوان «وقتی مامان خونه نیست» در فضای مجازی مورد توجه قرار گرفته بود، در جدول موسیقی هنرمندان نوظهور بیلبورد + توییتر در رتبهٔ نهم قرار گرفت. در این ویدئو یک پدر و پسر اهل بریزبن به‌ترتیب با نام‌های راس و توبی بائر حضور داشتند و پدر با ترومبون قطعهٔ عجیب و غریب‌ها را اجرا می‌کرد و پسرش به‌طور مکرر در فر را به هم می‌کوبید. تا اکتبر ۲۰۱۵، این واین بیش از ۲۶ میلیون بار پخش شد و ۲۰۱٬۸۰۰ لایک دریافت کرد و ۱۵۸٬۲۰۰ بار همرسانی شد. در ۱۸ نوامبر ۲۰۱۵، راس و توبی بائر این ویدئوی معروف را در برنامهٔ امروز شبکهٔ ناین در تلویزیون ملی استرالیا به‌صورت زنده بازسازی کردند که در آن برنامه تیمی ترومپت آن‌ها را غافلگیر کرد و در اواسط اجرا در برنامه حضور پیدا کرد.
تا سال ۲۰۱۵، تیمی ترومپت کسب شهرت در صنعت موسیقی خارج از کشور آغاز شده بود و او شروع به نوشتن و تولید موسیقی به‌همراه هنرمندان بین‌المللی کرد. «توکا»، اولین همکاری از مجموعهٔ همکاری‌های بین‌المللی او بود که با همراهی کارنیج، دی‌جی و تهیه‌کنندهٔ گواتمالایی-آمریکایی، و کشمر، دی‌جی و تهیه‌کنندهٔ هندی-آمریکایی تولید شد. «توکا» بازسازی از اثر موسیقایی کلاسیک یوهان سباستیان باخ با نام «توکاتا و فوگ در ر مینور در سبک بیگ روم است. «توکا» در ۲۶ ژوئن ۲۰۱۵ در اولترا میوزیک منتشر شد. این قطعه از آن زمان با دربر گرفتن عناصر مقدمهٔ قطعهٔ ارکسترال اصلی و نواختن ترومپت زنده، به علامت تجاری اجراهای زندهٔ تیمی ترومپت تبدیل شد.
در سال ۲۰۱۶، تیمی ترومپت سه تک‌آهنگ خود را از طریق شرکت نشر موسیقی رقص هلندی اسپینین رکوردز منتشر کرد. نخستین قطعه «سای اور دای» نام داشت و بدون این که در آن زمان کسی بداند چه کسی این قطعهٔ منتشرنشده را تهیه کرده‌است در میان دی‌جی‌ها دست به دست شد و توسط آرمین ون بورن، دابیلوانددابلو، بلسترجکس، نروو و اندرو رایل در فستیوال‌ها و باشگاه‌های شبانه پخش شد. بعدها مشخص شد که «سای اور دای» اثر تیمی ترومپت و کارنیج بوده و این قطعه در تابستان همان سال در صحنهٔ فستیوال‌های موسیقی رقص الکترونیک در اروپا به محبوبیت رسیده بوده‌است. در ۲۷ سپتامبر ۲۰۱۶ اسپینین رکوردز قطعهٔ «آنقدر پارتی می‌کنیم تا بمیریم» از مک‌جی و تیمی ترومپت به‌همراهی اندرو دبلیو. کی.، هنرمند موسیقی راک و سخنران انگیزشی را منتشر کرد. نخستین تک‌آهنگ تک‌نفرهٔ تیمی ترومپت با عنوان «اوراکل» که تحت برچسب اسپینین منتشر شد، در بیت‌پورت به جایگاه نخست رسید و تا اکتبر ۲۰۱۹ بیش از ۱۵۰ میلیون بار به‌صورت آنلاین پخش و شنیده شد.

### ۲۰۱۷–۲۰۱۸: جشنواره‌های جهانی موسیقی
در سال ۲۰۱۷، تیمی ترومپت اولین حضور خود روی استیج اصلی را در تومارولند در بوم، بلژیک تجربه کرد. اجرای او پرطرفدارترین اجرای دی‌جی تمام دوران در کانال رسمی یوتیوب تومارولند بود و تا اکتبر ۲۰۱۹ بیست و دو میلیون بازدید داشته‌است.
بین سال‌های ۲۰۱۷ و ۲۰۱۸، تیمی ترومپت در جشنواره‌های موسیقی رقص در سرتاسر جهان حضور داشته‌است و به اجرا در استیج‌های اصلی در پاروکاویل، الکتریک لاو، کریم‌فیلدز، ایربیت وان و بسیاری جشنواره‌های دیگر پرداخته‌است.
تیمی ترومپت در تولید قطعهٔ «زیرزمینی» که در ریویلد ریکوردینگز منتشر شد، با هاردول همکاری داشته‌است. او همچنین با وینی ویچی، دی‌جی و تهیه‌کننده (که قبلاً با نام سستو سنتو شناخته می‌شد) در تولید قطعهٔ «۱۰۰» و با بلسترجکس در تولید قطعهٔ «نارکو» نیز همکاری داشته‌است.
در ۲۱ ژوئن ۲۰۱۸، تیمی ترومپت نمایشی پرفروش را در اورمیو پارک در بلفاست، ایرلند شمالی اجرا کرد که ۱۵٬۰۰۰ بلیت برای آن به فروش رسید.

## سبک موسیقی
تیمی ترومپت به‌خاطر اجرای زندهٔ پرانرژی خود و استفاده از مواد آتشکاری روی صحنه شهرت دارد. تیمی موسیقی الکترونیکی با پلتفرم مختلط، ترومپت، ترکیب بسیاری از ژانرهای فرعی با یکدیگر، نواختن موسیقی با سرعت‌های مختلف، و ترکیب تک‌نوازی‌های زندهٔ ترومپت بر روی ویراست‌های سفارشی را اجرا می‌کند. ست‌های دی‌جی تیمی ترومپت عمدتاً حاوی قطعات اصلی خودش، همکاری‌ها و ریمیکس‌های او هستند.
تیمی از دفت پانک به‌عنوان الهام‌بخش اولیهٔ خود برای شروع کسب تجربه در زمینهٔ موسیقی رقص الکترونیک یاد کرده‌است. او در مصاحبه‌ای با بلفاست تلگراف گفت: «من قبل از اینکه دی‌جی باشم، نوازندهٔ ترومپت بودم و در کنار ترانه‌هایی که از رادیو می‌شنیدم، می‌نواختم. یادم می‌آید که برای اولین بار با دفت پانک به ساز زدن پرداختم. آن زمان بود که متوجه شدم ممکن است چیزی در این ترومپت/ئی‌دی‌ام وجود داشته باشد.»

## زندگی شخصی
تیمی ترومپت در سال ۲۰۲۰ و طی یک پخش زنده از دوست دختر مجارستانی خود آنت خواستگاری کرد.